# CE Watermael-Boitsfort
CE Watermael-Boitsfort – belgijski klub szachowy z siedzibą w Watermael-Boitsfort.

## Historia
Klub został założony w 1972 roku. W latach 90. klub występował w Division 1. W sezonie 1993/1994 klub zajął szóste miejsce w lidze, a jego zawodnikiem był Michaił Gurewicz. W 1995 roku klub zdobył wicemistrzostwo Belgii, ulegając jedynie KSK Rochade Eupen-Kelmis. W 1997 roku klub spadł z Division 1. W 1998 roku zespół wrócił do pierwszej ligi, jednak w sezonie 1998/1999 zakończył rozgrywki na jedenastym miejscu, oznaczającym spadek. W sezonie 2003/2004 klub ponownie przez jeden rok grałna szczeblu Division 1. W 2006 roku nastąpił spadek do Division 3. W roku 2008 klub wrócił do Division 2. W 2012 roku CE Watermael-Boitsfort spadł z Division 2, wracając do tej ligi rok później. Podobna sytuacja miała miejsce w 2014 roku. W sezonie 2016/2017 zespół był trzeci w Division 2. Sezon 2017/2018 klub zakończył na pierwszym miejscu w drugiej lidze i awansem na najwyższy poziom rozgrywkowy. W sezonie 2018/2019 kadrę drużyny stanowili m.in. Alberto David, Luc Winants i Todor Todorow. Klub zajął wówczas jedenaste miejsce i spadł z ligi. W 2022 roku klub zajął drugie miejsce w Division 2. W sezonie 2023/2024 uzyskano awans do Division 1.